# Nezumia kapala
Nezumia kapala és una espècie de peix de la família dels macrúrids i de l'ordre dels gadiformes.

## Morfologia
- Els mascles poden assolir 41 cm de llargària total.[4]

## Hàbitat
És un peix d'aigües profundes que viu entre 842-1243 m de fondària.

## Distribució geogràfica
Es troba a Austràlia.